# Horgászat

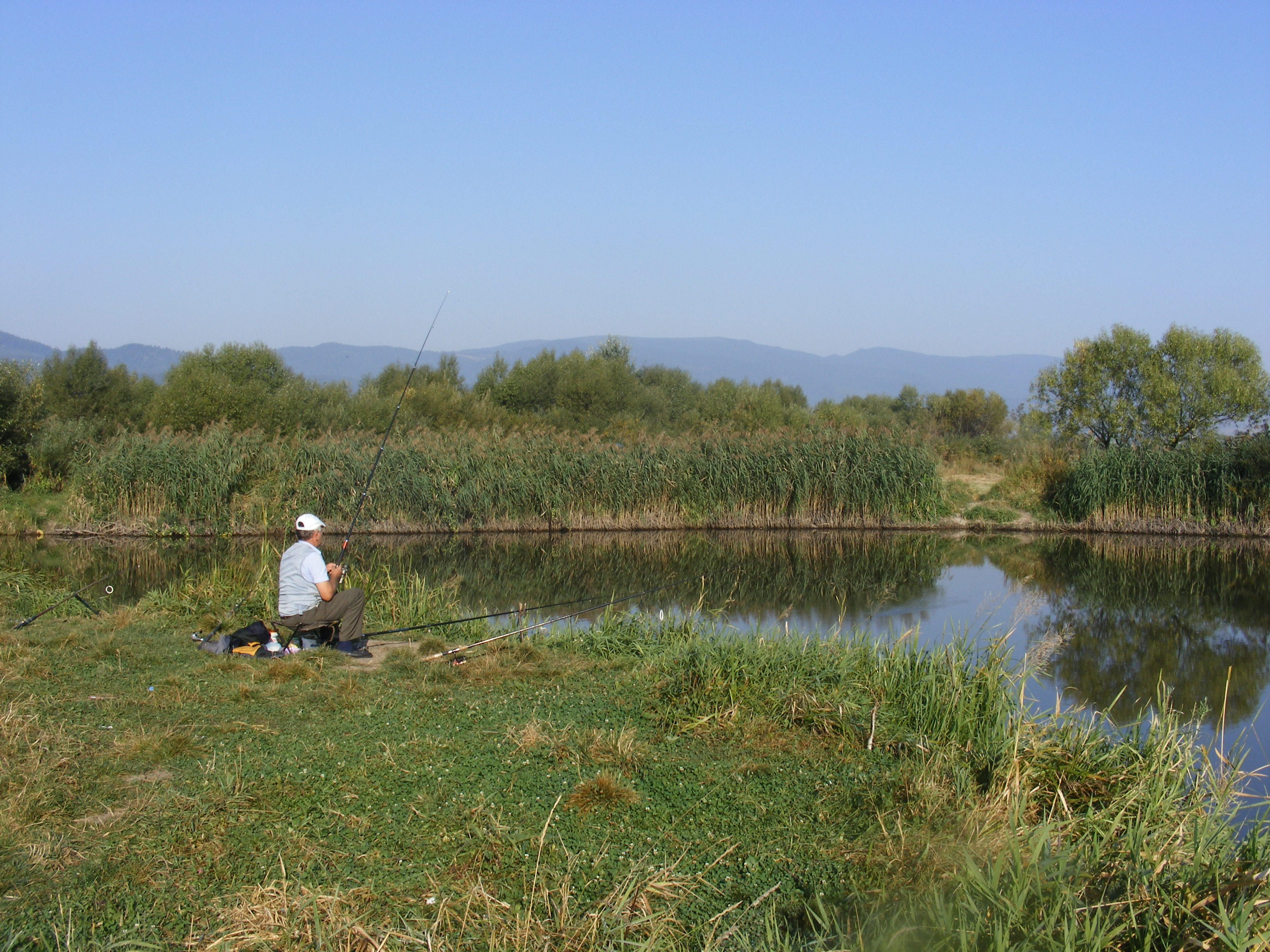
Horgász az Olt partján Csíkszereda mellett.

A horgászat a táplálékszerzés egyik ősi formája, mely (horgász-)bot, zsinór és horog segítségével történik, és célja egy hal kifogása, zsákmányolása egy adott halgazdálkodási vízterületből. A 21. században az élelemszerzés helyett a természetben való rekreációra helyeződött át a hangsúly. Ezen kívül a horgászat elismert sportág, és a horgászok számos országos és nemzetközi bajnokság keretében mérettetik meg magukat.

## Fogalma
A horgászatot a 133/2013. (XII. 29.) VM rendelet: "a halgazdálkodás és a halvédelem egyes szabályainak megállapításáról" határozza meg. Legáltalánosabb esetben egy felnőtt horgász engedélye alapján:
"Állami horgászjeggyel rendelkező személy legfeljebb kettő – egyenként legfeljebb három, darabonként legfeljebb háromágú, horoggal felszerelt – horgászkészséget, valamint egyidejűleg egy darab, 1 m2-nél nem nagyobb csalihalfogó emelőhálót használhat." Különösen a bot használata különbözteti meg a horgászatot a halászok ősidők óta alkalmazott horgos halfogási módszerektől.

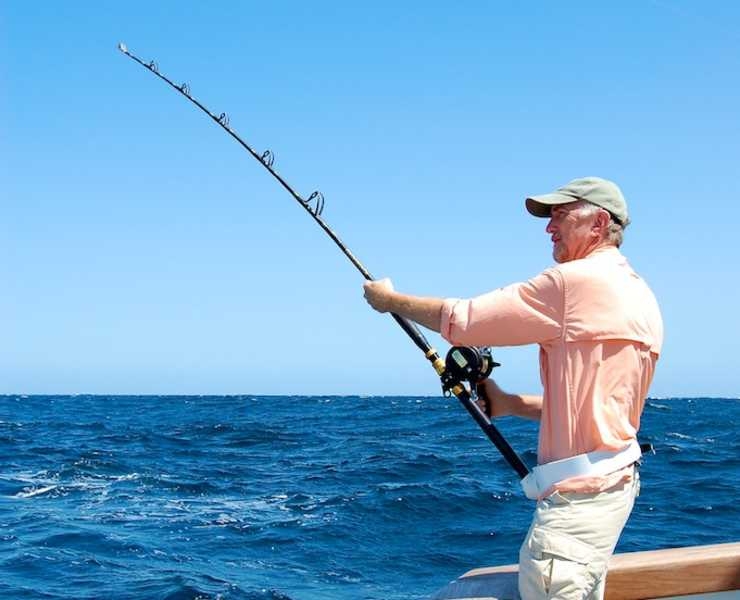
Az óceánokban ingyenes a horgászat

## Története
A horgászat történetére a talált régészeti leletekből, horgokból lehet következtetni. 
A legegyszerűbb horog egy két végén kihegyezett bot volt, csontból, szaruból, elefántcsontból, kőből, amit középen zsinórra kötöttek. A zsinór a botot keresztbe állította a hal szájában. A legrégibb lelet Kelet-Timorból való, kb. 16000-23000 éves, a Jerimalai barlangból. Előkerültek ugyanott halmaradványok, melyek 42000 évesek, és arra utalnak, hogy már akkor halásztak. 
A legöregebb görbe horog 12300 éves, Brandenburgból való, mamutagyar anyagú. Az akkori horgok 8-15 cm nagyok voltak, és csuka valamint harcsa fogására szolgáltak. A legrégibb zsinórok rénszarvas inakból, lószőrből készültek. A horgászat előnye volt, hogy kisebb halakat is meg lehetett fogni, valamint télen a jég alól is lehetett horgászni. 

## Horgászmódszerek
A horgászat arra irányul, hogy a halat a horog bekapására ingerelje. Ehhez általában a szakállas horgon csalit helyeznek el, és a halat a horog segítségével kihúzzák a vízből. Nagyobb tömegű halat lehet etetéssel egy helyre vonzani, amivel nő a fogás lehetősége. Némelyik halfajta megfigyeli a csalit, és a nem természetes csalira, vagy egyszer már kapott, és elszabadult hal megtanulja a csali kikerülését. Így sokféle módszer alakult ki a horgászatra.

### Etetőhajós horgászat
Az etetőhajós horgászat egy modern és hatékony módszer a halak etetésére és horgászatára. Az etetőhajók olyan speciális eszközök, amelyek segítségével a horgászok pontosan és célzottan tudják eljuttatni az etetőanyagot a kívánt helyre a vízben.
#### Miért jó az etetőhajós horgászat?
1. **Pontosság**: Az etetőhajók GPS rendszerrel vannak felszerelve, amely lehetővé teszi a pontos navigációt és az etetőanyag precíz elhelyezését.
2. **Hatékonyság**: Az etetőhajók nagy mennyiségű etetőanyagot tudnak szállítani, így a horgászok gyorsan és hatékonyan tudják etetni a halakat.
3. **Kényelem**: Az etetőhajók használata csökkenti a fizikai erőfeszítést, mivel nem szükséges hosszú ideig dobálni az etetőanyagot.
4. **Éjszakai horgászat**: Az etetőhajók éjszakai navigációs lámpákkal vannak felszerelve, így sötétben is könnyen használhatók.
#### Hogyan működik az etetőhajós horgászat?
Az etetőhajók kettős motoros rendszerrel és vízhűtés védelmi rendszerrel vannak felszerelve. Az irányjelző lámpák és az alacsony akkumulátor-emlékeztető segítenek a biztonságos és hatékony használatban. Az etetőhajókat távirányítóval lehet irányítani, amely lehetővé teszi a pontos navigációt és az etetőanyag elhelyezését.
#### Népszerűsítés
Az etetőhajós horgászat népszerűsítése érdekében látogass el a Baitfishing.hu weboldalra, ahol kiváló minőségű etetőhajókat és horgászfelszereléseket találhatsz. A Baitfishing.hu széles választékot kínál, és szakértői tanácsokkal segít a megfelelő eszközök kiválasztásában.

### Rablóhalas horgászat
Alapvetően kétféle módszer ismert, a műcsalis, vagy természetes csalis módszer. A műcsalival az ún. pergető horgászatot folytathatjuk, eszköze leginkább a wobblerek, gumihalak vagy villantók, amelyek a kishalak mozgását, rezgését imitáló eszközök. 
Hazánkban legelterjedtebb pergetési forma a gumihalas horgászat, melyet súlyozott horogra (ún. jighorogra), offsethorogra tűzőtt plasztik csalikkal végzünk. Megfelelő méretű horog az, amely a plasztik csali minimum harmadánál, maximum felénél hagyja el a testét. A megfelelő súlyt pedig az adott vízhez, gumihoz és damilvastagsághoz igazítjuk! Ez annyit jelent, hogy mondjuk állóvízen egy 10centis gumihalhoz elegendő az 5 grammos jigfej, egy sodrással rendelkező vízhez akár 20, 30gramm is szükséges lehet. Akkor ideális a súly, ha fenékre érkezéskor, bottal való beleemelés után 2-3másodpercig tart amíg újra talajt érint (ezt megfelelő bottal, fonott damillal érezhető, és látható is, hogy a damil nem feszül). Különféle technikákkal vezethetjük a csalit, egyik legelterjedtebb a fűrészfogszerű vezetés. Fast (F), Extra Fast (XF) karakterű botokat részesítjük előnyben. (Halfajtól is függ, pl. domolykózásra és süllőzésre eltérő karakterű bot szükséges)  
Wobbleres horgászat jóval "egyszerűbb" itt a megfelelő vezetési tempó eltérő lehet, adott halfajra való horgászat határozza meg. Itt talán a leglényegesebb maga a felszerelés, amely egy lassabb karakterű botot kíván. Egy feszes bottal ellentétben nem rázza szét a kezünket a wobbler, és jóval könnyebben feltöltődik dobáskor is. Így távot is könnyebben dobunk. Medium light(ML), Medium (M) , Medium fast(MF) karakterű botok alkalmasak.  
Részben fenekező módszer a drop-shot, ami a zsinórra közvetlenül felerősített speciális horogra tűzött gumihalat használ. A zsinórvégén lévő súlyt bedobják, majd fenékre érés után apró rezgetésekkel fokozatosan mozgatják.
Az élő/élettelen csalihalat, halszeletet is rablóhalas horgászatra alkalmazzák, de az esély a természetes csali miatt nagyobb lehet.

### Fenekezés (feeder horgászat)
Békés halak fogásának ismert módja a fenekezés (feeder horgászat), amit legtöbbször etetéssel együtt alkalmaznak, pl. etetőkosaras súly alkalmazásával. A súly leviszi a horgot a fenékre. Az etetőanyag vagy közvetlenül, vagy illatával vonzza a halakat. A horgot és az ólmot vagy csúszó, vagy fix elrendezésben rögzítjük, vagyis csúszóólom használat esetén az ólom marad a fenéken, és kapáskor csak a horog ill. zsinór mozdul a hal után, és jelzi a kapást. Fix súly és horog esetén a zsinór vége kétfelé ágazik, egyik előkén a horog, másikon a súly található. Fenekezéskor a bothegy mozgása jelzi a kapást. 

### Úszózás
Az úszózás egy könnyebb, nagy súly használata nélküli horgászmódszer. A zsinórra a horog és a bot közé egy úszó kerül, aminek mozgása jelzi a kapást. A legegyszerűbb, könnyű felszerelésektől a komolyabb rablóhalas úszózó felszerelésekig változatos szerelékek léteznek. Egyik ismert módja a spiccbotos horgászat, amikor egy igen hosszú, de könnyű bot végére fixen kötjük a zsinórt, és ezzel oda ereszthetjük a szereléket, ahol halat vélünk. Általában keszegezésre, kisebb pontyok fogására használják. Úszózó felszereléssel folyóvízben a sodrással úsztatni is lehet, akár békés halra, akár rablóhalra (balingolyós horgászat).

### Legyezés
Kisebb patakok, folyók vizében alkalmazható horgász módszer, amivel egy mesterséges csalit, u.n. műlegyet dobunk a halak vélt tartózkodási helyére. A műlégy lehet vízen úszó (száraz), vagy süllyedő (nedves) műlégyfajta. Általában értékes halakat, pl. pisztrángot, vagy domolykót lehet hazai vizeinken ezzel fogni. 
A halfajta, a hely megválasztásával, vagy különleges megoldásokkal kialakultak olyan horgászmódszerek, melyek a fenti alapeseteket alkalmazzák, de speciális feltételekkel. Ilyen a keszegezés, tengeri horgászat, éjszakai horgászat, versenyhorgászat, melyekre külön irodalmak találhatók.

## A horgászfelszerelés

### Horgászbot
Jellemzői: hossz, súly, és az ún. akció, valamint dobósúly. 
Az "A" jelű botnak csak a csúcsa hajlik (csúcsakciós) , a "B" felső harmad hajlik, "C" kétharmada hajlik, és "D" a teljes bot meghajlik. A dobósúly az az érték, amit a bot károsodás nélkül megfelelően be tud dobni. Pl. A4,5-30 jelű bot "A" akciós, és 30 g dobósúlyú. 
Típusok: 
- Spiccbot: egyenes, normáltól igen hosszúig, többrészes, a végére normál módon, vagy gumival kötött zsinórral. Több méretben.
- Matchbot: több részes, gyűrűs, általában úszózásra használt bot.
- Bolognai bot: több részes, teleszkóposan összecsúsztatható, az egyes részek felső végén gyűrűkkel, viszonylag hosszúak (5-10m)
- Feeder bot (fenekezéshez, etetőkosaras horgászathoz), közepes hosszú, többrészes, a dobósúly M (medium), MH (medium-heavy), H (heavy, kb. 100 g -ra)
- Pergető bot, közepes hosszú (2,4-2,7 m) többrészes, a dobósúlyok jelölése: UL (ultra light), L (light), ML (medium light), M (medium), MH (medium heavy), H (heavy), XH (extra heavy). Botsúly rendszeres pergetéshez H kategóriában kb. 200 g.
- Harcsázó bot: masszív, erős halakhoz, hosszas fárasztáshoz fejlesztett botok

### Orsók
Legtöbb orsó golyóscsapágyazott peremfutó, mérete 10-80, általában 30-50 méret használatos. Áttételi arány fenekezéshez 3,1:1, ill. 4,5:1. keszegezéshez 4,5-1 ill. 5,4:1, match horgászathoz 6,1:1. 

### Horgászzsinór
Jellemzői: szakítószilárdság (kg), csomótűrés felület minősége. A csomó kb. 25-30%-kal csökkenti a szilárdságot, hosszú távon árt a napfény és a kiszáradás. Egy szálas zsinór: monofil (leggyakoribb), egyes pergető horgászok ajánlják a több szálból szőtt (multifil) zsinórokat, melyek kevésbé nyúlnak. Csuka horgászatához használatos az acél előke (harapásálló), vagy kevlár multifil előke. 
A zsinór (gyakori néven damil) színe is változatos lehet. Az egyszínűektől, a meghatározott hosszúságonként váltakozó színűeken át, a fluoreszkáló –- kimondottan éjszakai horgászathoz fejlesztett – zsinórokig. 

### Horog
Jó minőségű acélból, halfajtánként különböző alakú horgok használatosak. Békés halakhoz a kerekebb öblű, ragadozó halakhoz a hosszabb szárú horgok alkalmasak. 
Mérete: a számozás a mérettel csökken: pl.
- szám: 1, öböl (mm) 9,5
- szám: 5, öböl (mm) 7,5
- szám: 10, öböl (mm) 5
- szám: 16, öböl (mm) 3,5

Fenti horogméretek a hagyományosan alkalmazott nemzetközi számjeleknek felelnek meg, használat előtt az új horgok geometriai méretét leellenőrizhetjük.

### Kapásjelzők, úszók
Kapásjelzőt a fenekező horgászatban a bot mozgás érzékelésére használunk. Típusai: hagyományos, világító, elektromos hangjelző stb.
Az úszó a vízben jelzi a hal kapását, kivitelük lehet egypontos, vagy kétpontos rögzítésű, folyóvízi (felfelé gömbölyödő), vagy állóvízi (hosszúkás), könnyű, vagy önsúlyos. Éjszakai horgászathoz létezik világító típus is. 
Számos olyan tartozék létezik ezeken kívül, ami a szerelék összeállítását lehetővé teszi, kapcsok, ólmok, etetőkosarak, szák, stb. Az "ólmok" lehetnek környezetbarát anyagúak, mert az ólom, mint fém erősen szennyező. Ez az egyik lehetőség a horgászeszközök barkácsolására. 

### Csalik
Csaléteknek a horgon olyan állatok, vagy növények a legmegfelelőbbek, melyeket az illető horgászni kívánt halfaj ismer, és az illető horgász vízterületen előfordul. Ahol többen horgásznak, a halak is "tanulnak", tehát minél természetesebb csalit, és feltűnés nélküli módszert alkalmazzunk. A ragadozó halak egy része ez alól kivétel, mert hajlamosak reflexből rávágni a gyanús mozgó tárgyra. Ugyancsak ügyeljünk a csalik természetvédelmi jellegére, oltalom alatt lévő védett hal, hüllő, béka, stb. nem kerülhet csaliként horogra. Régebbi horgász irodalmakat érdemes ezért leellenőrizni, és fenntartással kezelni. 
Békés halakra alkalmas csalik: 
Lárvák (csontkukac, lisztkukac), földi giliszta, pióca, csiga, kagyló, különféle bogarak, rovarok.
Magok: főtt kukorica, búza, rizs, kender.
Gyümölcsök, puffasztott magok és tésztafélék, speciális bojlik. Etetőanyagok: évszaknak, vízhőmérsékletnek, halfajtának megfelelően nagy választék van. 
Ragadozó halak csalija:
Élő hal (még engedélyezett Magyarországon, de több országban már nem), élettelen hal. Műcsalik: villantók, wobblerek, twisterek (gumihalak), műlegyek.

## A horgászat feltételei, engedélyek
Mivel a horgászat során a köztulajdonból a hal magántulajdonba kerül, a horgászatot a halászatról és horgászatról szóló törvény szabályozza.
A horgászengedély megszerzéséhez vizsgát kell tenni, melynek anyaga a horgász egyesületeknél elérhető, vagy megtudható. Ez tartalmazza a halak ismeretét (nemes, másodrendű, és védett halak), horgászmódszereket, felszerelést, valamint a horgászat jogi alapfogalmait. Általában a halak védelme fokozatosan szigorodik, külföldön népszerű a "fogd meg és engedd el", C&R módszer: lefényképezik a kifogott halat, és visszaengedik. Méreten alulit nem szabad még fényképezésre sem levegőn tartani. Lényegében kíméljük a halakat, inkább a sport és az élmény a fontos. Van olyan felfogás (pl. Svájc), ahol a horgászatot élelemszerző tevékenységnek tartják. A magyar törvény rekreációs tevékenységnek nevezi. Állatvédelmi szervezetek a visszaengedéssel sincsenek megelégedve. Mindenesetre a törvények betartásával egy olyan régi tevékenységet tudunk folytatni, amely mind a horgásznak, mind a természet szempontjainak megfelel. Különleges helyzetben vannak a védett halak, mert ezek biológiai jellemzőinek ismerete nem a horgászathoz tartozik, de felismerésük a horgászatban is fontos. Meghatározásukhoz segédlet található a NÉBIH honlapon. Hasonló bizonytalanság merül fel egyes fajok meghatározásánál, ha a horgászvíz fajtája, a hal kora (fiatal példány), esetleg hibrid példány miatt az átlagtól eltérő jelleget kell megkülönböztetnünk. Bármilyen bizonytalanság esetén ajánljuk az elengedést, ami akár a törvényes eljárás, akár a sportszerűség szempontjából is előnyös.

### Tilalmi idők és méretkorlátozások
9. melléklet a 133/2013. (XII. 29.) VM rendelethez (évenként változhat!)
Őshonos, fogható halfajok fajlagos tilalmi ideje, kifogható mérettartománya, valamint a horgászatra és a rekreációs célú halászatra vonatkozó napi kifogható darabszáma. Vízterületenként is változhat! 
Alábbiak tartalmazzák a halak magyar nevét, fajlagos tilalmi időszakot, kifogható halak mérettartományát, naponta kifogható darabszámot
- csuka 02. 01 – 03. 31. legalább 40 cm 3 db
- balin (halfaj) 03. 01 – 04. 30. legalább 40 cm 3 db
- sügér 03. 01 – 04. 30. legalább 15 cm *
- fogassüllő 03. 01 – 04. 30. legalább 30 cm 3 db
- kősüllő 03. 01 – 06. 30. legalább 25 cm 3 db
- garda (halfaj) 04. 15 – 05. 31. legalább 20 cm
- domolykó 04. 15 – 05. 31. legalább 25 cm *
- jászkeszeg 04. 15 – 05. 31. legalább 20 cm
- szilvaorrú keszeg 04. 15 – 05. 31. legalább 20 cm
- paduc 04. 15 – 05. 31. legalább 20 cm
- márna 04. 15 – 05. 31. legalább 40 cm 3 db
- ponty 05.02. – 05. 31. legalább 30 cm 3 db
- compó 05. 02 – 06. 15. legalább 25 cm 3 db
- Európai harcsa 05. 02 – 06. 15. legalább 60 cm, fajlagos tilalmi időszakban legalább 100 cm, 3 db
- sebes pisztráng 10. 01 – 03. 31. legalább 22 cm 3 db
- menyhal – legalább 25 cm *

* Menyhal, sügér és domolykó esetében a naponta kifogható mennyiség darabszámtól függetlenül 3 kg.
Őshonos , egész éven át nem fogható halfajok : Kecsege, széles kárász, vágó durbincs 
Védett halfajok: Állas küsz, botos kölönte, cifra kölönte, dunai galóca, dunai nagyhering, felpillantó küllő, fenékjáró küllő, fürge cselle, gyöngyös koncér, halványfoltú küllő, homoki küllő, kövicsík, kurta baing, lápi póc, leánykoncér, magyar bucó, német bucó, Petényi-márna, pénzes pér, réticsík, selymes durbincs, sima tok, sőregtok, sujtásos küsz, széles durbincs, szivárványos ökle, tarka géb, törpecsík, vágócsík, vágótok, vaskos csabak, viza, dunai ingola, tiszai ingola, kövi rák, az összes béka és hüllőfaj.
A mérethatárok, tilalmi idők és fogható darabszámok, eltérhetnek egy-egy adott víz szabályzatában. Így javasolható, hogy horgászat előtt mindenki érdeklődjön a helyi szabályokról. A horgász a méretkorlátozás alá tartozó halfajokból naponta legfeljebb összesen öt darabot, de fajonként legfeljebb három darabot, kősüllőből naponta három kilogrammot foghat ki. A méretkorlátozás alá nem tartozó fajokból naponta összesen tíz kilogramm fogható ki. Részletes ismereteket lásd a MOHOSZ Országos Horgászrendjében. 
Idegenhonos halfajok:
8. melléklet a 133/2013. (XII. 29.) VM rendelethez
II. rész, Vizeinkben rendszeresen előforduló idegenhonos halfajok
Az idegenhonos fajokat felsoroló lista a horgászok számára különösen fontos, hiszen az ide sorolt fajokra nincs semmiféle országos kvóta, tilalmi idő és méretkorlátozás, az inváziósnak számító fajok esetében pedig a kifogott egyedek visszaengedése is tiltott. Inváziós halak: a busa fajok és hibridek, a két törpeharcsa faj, az ezüstkárász, a razbóra, a naphal és az amurgéb. (Haldorado tájékoztató)
Vizeinkben előforduló és fogható idegenhonos halfajok : lénai tok, lapátorrú tok, amur, fekete amur, razbóra, ezüstkárász, busa, törpeharcsa, fekete törpeharcsa, pettyes harcsa, afrikai harcsa, pataki szaijbling, szivárványos pisztráng, tüskés pikó, naphal, pisztrángsügér, amurgéb, folyami géb, csupasztorkú géb, Kessler-géb, feketeszájú géb, tarka géb, kaukázusi törpegéb.

### Állami horgászjegy
A tengerekben és óceánokban ingyenes a horgászat, ám hazánk tavaiban horgászengedély szükséges. A törvény szerint a horgászatra jogosító okmányok egyike az állami horgászjegy:
Az állami halászjegyet vagy horgászjegyet a horgászegyesületek (a magyar állam megbízásában) egy évre – díj fizetése ellenében – adják ki.
Állami horgászjegyet az a horgász kaphat, aki már letette a horgászvizsgát és nem követett el horgászati szabálysértést. Fajtái: gyermek, ifjúsági, felnőtt, és turista állami horgászjegy. 
Fontos, hogy az állami horgászjegy díja 2000 Ft-tal emelkedik, amennyiben a fogási napló nem került időben leadásra. Érdemes tehát erre január, február hónapokban figyelni, és az előző évi fogási naplót leadni.

### Területi jegy
A területi engedélyt egy adott vízterület hasznosítója (horgászegyesületek, cégek, magánszemélyek, önkormányzatok stb.) adhat ki, aki rendelkezik a vízterület halászati jogával. A területi engedély csak állami horgászjeggyel rendelkező horgásztársnak adható ki. A vízkezelő döntésének függvényében létezik napi, heti és éves területi jegy. Továbbá országos általános,országos sportcélú (ezen belül teljesárú és kedvezményes) ill. országos gyermek területi jegy. Külön létezik dunai és tiszai általános területi jegy (ezen belül teljesárú és kedvezményes).  

### Fogási napló
Minden horgásznak, aki rendelkezik állami horgászjeggyel, kötelező fogási naplót vezetni. A fogási naplóban minden horgász köteles felvezetni az adott vízterületekből kifogott zsákmányt, és a naplót az év végén eljuttatni a horgászegyesületéhez. Amennyiben ezt nem teszi meg, úgy a következő évre az Állami Horgászjegy csak a 2000 Ft-os "késedelmi díj" ellenében adható ki.
A fogási naplóba csak akkor kell a halat beírni, ha azt eltárolja. A méret korlátozás és fogási tilalom alá nem eső nemeshalakat a fogás után azonnal be kell írni, a fehérhalat elég a horgászat befejeztével. Ha a hal fogás után azonnal visszakerül vízbe, akkor nem szükséges a fogási naplóba beírni. Nagyon fontos viszont, hogy a fogási napló öröknaptár rovatába be kell jelölni azt a napot, amikor horgászik. Ezt a horgászat megkezdése előtt meg kell tenni!

### Horgászigazolvány
Minden horgász köteles horgászvizsgát tenni, minek megléte feljogosítja az Állami horgászengedély kiváltására. Kivéve a gyermek horgász, nekik nem szűkséges horgászvizsgát tenni.
A horgászvizsga életfogytig, az Állami horgászengedély 1 évig érvényes.
A felsoroltak nem teljes egészében vonatkoznak magántulajdonú, magánkezelésű vizekre (horgásztavakra). Ott a tulajdonos, kezelő, Állami horgászengedély meglétét ellenőrzi, de a méret, ill. darabszám eltérhet.
A horgászigazolvány helyett az u.n. horgászkártya használható 2019-től (MOHOSZ horgászjegy weboldal). 

### Turista állami horgászjegy
A turista állami horgászjegy fogalmát a 2013. évi CII. törvény határozza meg. A turista állami horgászjegy magyar és Magyarországon tartózkodó külföldi állampolgárok részére megvásárolható állami horgászjegy, mely meghatározott szabályok, meghatározott díjszabás ellenében, meghatározott időszakra, a törvény hatálya alá tartozó vízfelületeken biztosít lehetőséget horgászatra. A turista állami horgászjegy ára 2.000 Ft és bankkártyával lehet fizetni.
Turista állami horgászjeggyel rendelkező személy egy – legfeljebb három, darabonként legfeljebb háromágú, horoggal felszerelt – horgászkészséget, valamint egyidejűleg egy darab, 1 m2-nél nem nagyobb csalihalfogó emelőhálót használhat. A turista állami horgászjegy évente egyszer váltható ki és a váltás időpontjától számítva a 90. nap végéig érvényes. A turista állami horgászjegy nyilvántartott halgazdálkodási vízterületen az érvényességi időtartamán belül érvényes területi jeggyel jogosít horgászatra. A turista jegy váltását megelőzően az alapvető szabály- és fajismeretről számot kell adni. Ez a vizsga nem egyenértékű az állami horgászjegy váltásához szükséges állami horgászvizsgával.

## A horgászzsákmány
A magyar horgász fő zsákmánya a ponty.
E növényevő hal, mely Közép-Ázsiából származik, természetes úton jutott el keleten Kínáig, nyugaton a Duna vízrendszeréig, a magyar horgászok egyik legkedveltebb hala, "bálványa". Rendkívül sokféle módszert fejlesztettek ki ennek a halnak a megfogására a horgászok.
Minek tudható ez a "siker"? A jóizű, finom húsának, mely ráadásul sok magyar halétel alapanyaga? Vagy erős, szívós védekezése a horgon, mely sportélménnyé teszi a megfogását? Vagy a sokféle, de alapjában véve kényelmes fogási módjai? Mindenesetre ez a halfaj alkotja a magyar horgász fogásának zömét és emiatt a legfontosabb horgászhal. Főleg a csendesebb, iszaposabb vizek lakója, és a fenéken túrva kutat a kagylókból és más állatokból álló tápláléka után.
Az elsőrendű horgászhalak közé tartoznak a "nemes halak", melyeknek jobb halhús minőségük miatt régebben is tilalmi idejük, és méretkorlátozásuk (valamint darabszám korlátozásuk) van, mint kecsege, pisztráng, csuka, amur, balin, márna, harcsa (Silurus glanis), fogas süllő, kősüllő. 
A másodrendű horgászhalak közé tartozó halakat fokozatosan annyira elkezdték védeni, hogy egyeseknek tilalmi ideje, méretkorlátozása, darabszám korlátozása is van. Ilyenek a keszegek.
Pontyozás közben sokszor beugró zsákmány a keszeg. A keszeg szó sokféle halat rejt: az ártalmatlan bodorkát, mely általában rajokban járja a tavak fenekét és az átlagsúlya 10 dkg. Hasonló hal a vörösszárnyú keszeg, mely hasonló a bodorkához, ám főleg a víz felső rétegében tartózkodik. Ám a horgász számára a legfontosabb keszegféle a dévérkeszeg, mely akár 2 kilósra is megnőhet, ám a 20 dekás példány az átlagos. Magas hátú, oldalról erősen lapított hal ez, mely főleg a fenéken keresi, a többi keszeghez hasonlóan, a szúnyoglárvákból, puhatestűekből álló étrendjét.
Az átlaghorgász meg sem különbözteti a dévértől a laposkeszeget, a bagolykeszeget és a karikakeszeget. E halak rendkívül hasonlóak a dévérhez, ráadásul hibridek is léteznek.
A Duna és Tiszai horgászok gyakori zsákmánya a jászkeszeg. E keszegféle gyakran eléri a kilós súlyt és kitűnő sporthal.
Szintén folyóvízi hal a szilvaorrú keszeg és a paduc. Gyakran kisebb folyókban, patakokban is fellelhetők, viszont ott megfogásuk nagyon nehéz, mivel ezek nagyon félős halak.
E fajok alkotják a magyar horgász legtöbb zsákmányát; talán csak a ponty előzi meg őket.
Az összes keszeg húsa jóízű, viszont a sok szálka miatt óvatosan kell fogyasztani őket.
Elsőnek a keszeg és a ponty hibridjének tűnnek a kárászok. Magyarországon két fajuk fordul elő: a széles, magyar, vagy arany kárász, mely őshonos, és az ezüst kárász, amely telepítéssel került hazánkba Kínából. Mind a kettő mohón habzsolja a pontynak, keszegnek felkínált csalit. Húsuk jóízű, de nagyon szálkás.
Ugyancsak ázsiai teremtmény az amur. Nomen est omen: e halfaj az Amur folyóból származik. Hatalmasra megnő, majdnem 30 kilósra is. Torpedóformájú, izmos teste szinte szántja a vizet, ahogyan szüntelenül friss növényi hajtásokat keres. Az amur tipikusan a nyár hala, eredeti élőhelyén magasabb a vizek átlaghőmérséklete, mint nálunk, de a hazai viszonyokhoz is sikeresen alkalmazkodott. Akkor kezd erőteljesen táplálkozni, ha a víz hőmérséklete meghaladja a 18 fokot, 30 fokos vízben a leggyorsabb az emésztése. Ezek az időszakok nálunk július-augusztusra esnek leginkább, bár májustól már van esélyünk amurfogásra. Sajnos sok nádas szenvedte már ennek a halfajnak a behozatalát, ugyanis a nádhajtást percek alatt lelegeli, nagy kár okozva ezzel. Viszont talán a legsportszerűbb hal: fárasztása a horgon órákat tarthat, látványos kirohanásokkal megdobbantva a horgászok szívét. Konyhailag kevésbé használható, lévén szálkás és picit növényízű. Invazív halfajnak számít, tilos visszaengedése a természetes vizekbe! 
Utolsó ázsiai halunk a busa. Néhányan tréfásan magyar bálnának nevezik. A harcsa után a legnagyobb magyar halfaj. Bálna mivoltát jelzi, hogy planktonevő; fő tevékenysége a vízközt való szűrögetés. Mivel csalival szinte megfoghatatlan, csak a halászok számára jelent komoly ösztönzést. Húsa rossz ízű, de véd a szívinfarktustól.
Nagyon is magyar hal viszont a balin, vagy a villámkeszeg. Ragadozó, fogatlan pontyféle. A kishalat összetereli, és látványosan a víz tetején elkapja. Néha kis is ugrik, szinte mindig nagy loccsanás jelzi a "rablás" helyét. Megfogása nehéz, lévén nagyon rafinált.
A balin gyakori zsákmánya a szélhajtó küsz vagy sneci. Kicsi hal ez; alig éri el a 10 cm-t. Nagy rajokban behulló rovarokra vadászik.
Hasonlóan ragadozó hal a fogassüllő.

## Mobil applikációk horgászatban
Számos más sportághoz és aktív szabadidőtöltéshez hasonlóan, mára a horgászatnál is megjelentek az okostelefon-alkalmazások, mint segédeszközök és közösségi média megosztási lehetőségek. Egyes horgász alkalmazás több funkcióval is rendelkezik, mint pl. a fogások rögzítése fotókkal, horgászatra alkalmas víz meghatározása vagy annak automatikus keresése GPS pozíció alapján, valamint kapások megosztása weben és közösségi média portálon. Közvetlenül a horgászatban felhasználható oldalak és alkalmazások az időjárás lapok horgász alrovatai, a Vízügy folyónkénti szint- és hőmérséklet táblázatai, és a sokfelé megtalálható horgásznaptár a holdfázisokkal. 

## Az első magyar horgászirodalom
A horgászattal és halászattal kapcsolatos irodalmunk több száz kötetes. A rengeteg könyvet, cikket és írást nehéz lenne hiánytalanul felsorolni. Grossinger János, Reisinger János és Szirmai András publikáltak ichthyológiai tanulmányokat hazánkban elsőként a XVII.-XVIII. században, igaz latin nyelven. 
Az első, valóban horgász témájú írás: Dr. Pelech E. Jánostól származik, címe : A pisztráng. Ez a kis írás 1879-ben látott napvilágot, a Magyarországi Kárpátegylet évkönyvének az 1879/VI. évfolyamban. A mű napjainkra már sajnos közkönyvtárakban fellelhetetlen. Az írás nyelvezete és stílusa mosolyt csal arcunkra, de így is érdekes olvasmány, mivel a természet iránti rajongó szeretetről tesz tanúbizonyságot. Neves természettudósunk és polihisztorunk, Herman Ottó is említést tesz a Magyar Halászat Könyvében(1887) erről a különleges munkáról.

### Nyomtatott könyvek
- A magyar horgászat kézikönyve; szerk. Berényi János, Farkasházy Tibor, Vigh József; 3., jav. kiad.; Művelt Nép, Bp., 1955
- Vincent Kluwe-Yorck: Horgász abc; ford. Magenheim Mihály; Cser, Bp., 2001
- Gareth Purnell–Alan Yates–Chris Dawn: Horgász enciklopédia. Édesvízi, tengeri és legyező horgászat; ford. Bogárdi Hilda, Zsembery Péter; Pi Book Manager Iroda, Bp., 1998
- Kászoni Zoltán: Hal és horgászat Erdélyben; Lyra, Marosvásárhely, 2001
- Lányi Gábor–Lányi György: Magyar horgász enciklopédia; Totem, Bp., 2002
- Ferenczy Dénes: A magyar horgászat kézikönyve; Fish, Bp., 2003
- A horgászat gyakorlati kézikönyve; szerk. Hervé Chaumeton, ford. Benkő Ferenc; Alexandra, Pécs, 2004
- Pénzes Bethen: Halaink. Kézikönyv horgászoknak és természetjáróknak; Osiris, Bp., 2004
- Így horgásszunk folyóvízen; szerk. Oggolder Gergely; Fish, Bp., 2005 (Horgászhalaink)
- Horgászvizek kézikönyve. Minden, ami a horgászvizek kezeléséhez kell; szerk. Váradi László, Füstös Gábor; Nyíl Bt., Kerepes, 2005
- Benno Sigloch: A horgászok ABC-je. Kézikönyv kezdőknek és haladóknak; ford. Kántor Tamás; Alexandra, Pécs, 2006
- Igali Mészáros József: A hal, a horog és az ember; DNM, Pusztazámor, 2007 (A magyar horgászirodalom klasszikusai)
- Halak, vizek, módszerek. 35 halfaj, 95 módszer, 1000 tanács és ötlet; szerk. Csontos József; Fish-Line Kft., Székesfehérvár, 2008
- Henning Stilke: 1000 horgászati eszköz. Botok, orsók, csalik és egyéb kellékek; ford. Kántor Tamás; Alexandra, Pécs, 2009
- Modern horgászat A-tól Z-ig; szerk. Csontos József; Fish-Line Kft., Székesfehérvár, 2009
- Horgász lexikon; Anno, Bp., 2010
- Szabó Péter–Takács Erika: Horgász ABC. A horgászat nagy arcképcsarnoka; Könyvmíves, Bp., 2010
- Lányi György: A magyarországi vizek halai. Nélkülözhetetlen kézikönyv mindarról, amit egy jó horgásznak a halakról tudni érdemes; Totem, Bp., 2013 (Magyar horgász kézikönyvtár)
- Florian Läufer: Nagy horgászkönyv. Technika, taktika, nagyszerű fogások; ford. Orczy Zsuzsanna; Szalay Könyvek, Kisújszállás, 2013
- Pintér Károly: Horgászati alapismeretek; 5. jav. kiad.; Agroinform, Bp., 2014
- Jeremy Wade: Édesvízi szörnyek; ford. Bertalan György; Jaffa, Bp., 2014
- John Bailey–Nick Hart–Jim O'Donell: Nagy horgászkalauz. Az édesvízi, tengeri és legyezőhorgászat teljes körű útmutatója; ford. Habony Gábor.; I. P. C. Könyvek, Bp., 2016
- Henning Stilke: Mire harapnak a halak? Nagy csalikönyv; ford. Klein Szilvia; Saxum, Bp., 2016
- Benno Janssen–Rainer Karremann: A horgászat kézikönyve; ford. Ormai Erika; Saxum, Bp., 2018
- Markus Bötefür: Horgászötletek; ford. Ormai Erika; Saxum, Bp., 2020

## Bibliográfiák
- Perényi Sándor: Halászat és horgászat. Irodalmi bibliográfia; szerzői, Bp., 2004
- Koczkás László: A magyar horgászirodalom. Képes bibliográfia; szerzői, Makó, 2021